# تدلاك
تَدْلاك أو احتكاك (بالإنجليزية: frotting)‏ هوَ نوعٌ منَ الجِنس الخارجي الذي يقومُ على حكّ قضيب شابٍ بشابٍ آخر. شاعَ هذا المصطلح لدى مُجتمع المثليين وخاصّة المثليين الذكور كبديلٍ عنِ الجنس الشرجي الذي يرفضهُ البعض لسببٍ ما. بسببِ عدم حصولِ إيلاجٍ خلال هذه الممارسة فإنّ التَدْلاك يُعد جنسًا آمنًا ويُقلّل بشكلٍ كبيرٍ من خطرِ انتقال فيروس نقص المناعة البشرية/الإيدز إلا أنه قد ينقلُ أخطارَ أخرى مثلَ قمل العانة وباقي الفيروسات التي تعيشُ فوقَ الجلد.

## الاسم
ظهرَ مصطلح تدلاك (بالإنجليزية: Frot)‏ لدى الغرب وهوَ مشتقٌ من كلمة «Frottage» التي تحتملُ عددًا من المعاني في اللّغة العربيّة بِما في ذلك التدلاك. لدى هذا الاسم عددٌ من المشتقات في اللغتين الإنجليزية والفرنسيّة بمن فيها كلمة «Frotteurism» والتي تُترجمَ حسب قاموس المعاني إلى احتكاكٍ جنسي أو بالأحرى اللذة الجنسية بالاحتكاك الخارجي وبناءً عليهِ يُمكن ترجمة عبارة «Frot» إلى تَدْلاك أو حتّى احْتِكَاك حسبَ طبيعة المفردة والسياق المُستخدمة فيه.

## الممارسات الجنسية

### العامة
يُمكن أن يكونَ التدلاك أو الاحتكاك الخارجيّ أمرٌ ممتع خاصّة أنه مُتبادل فضلًا عن تحفيز هذهِ الممارسة للأعضاء التناسلية للشريكين معًا. ينتجُ عن الاحتكاك بينَ القضيبين شبق ومتعة خاصّة عندما يتلامس الصماخ البولي للشريكين وكذا الحشفة.

### الجنس الآمن
يُعدّ التَدْلاك جنسًا آمنًا كونهُ لا يشتملُ إيلاجًا مُباشرًا ما يُقلّل فرصة انتقال الأمراض المنقولة جنسيًا والتي تتطلبُ اتصالًا مُباشرًا بينَ الأغشية المخاطية. يُعتَبر فيروس العوز المناعي البشري من بينِ الأمراض التي تتطلب اتصالًا مُباشِرًا وتُشير البحوث إلى أنه لا يوجد خطر من انتقال فيروس نقص المناعة البشرية عن طريق الاحتكاك الخارجي بين القضيبين ومعَ ذلك فقد تتسبّب هذهِ الممارسة في نقلِ أمراض أخرى مثل فيروس الورم الحليمي البشري الذي يمكن أن يُسبّب الثؤلول التناسلي بالإضافةِ إلى قمل العانة.

### مقارنة مع الجنس الشرجي
يُفضّل الكثير من الرجال المثليين الانخراط في ممارسات جنسيّة من هذا النوع لعدّة أسباب قد تتعلقُ بالمتعة الأكبر مُقارنةً بالجنس الشرجي أو للحفاظ على العذرية أو حتى بسببِ تفضيلهم للجنس الآمن الذي لا يشتملُ على اختراقٍ للشرج. هذا التفضيل أدى في وقتٍ ما إلى خوضِ نقاشٍ كبير في مجتمع المثليين حولَ الجنس والممارسة الأكثر تعبيرًا عن العلاقة الحميمة.
خِلال ممارسة الجنس الشرجي؛ يكونُ هناك المُخترِق والمُختَرق أي أنّ هناك الطرف الأول الذي يُقحِم قضيبهُ وهناك الطرف الثاني الذي يُقحَم في شرجه قضيب الأوّل. يرى دُعاة التَدْلاك أنّ هذه الممارسة توحي بالتفوق أو شيء من هذا القبيل ولا تثبت مفهوم «المساواة» خلال العلاقة الحميميّة على عكسِ الاحتكاك الجنسي الذي يضمن لكل طرف حقّه.
في المُقابل يرى دعاة الجنس الشرجي أنّ التدلاك لا يضمنُ المتعة الكامِلة فضلًا عن كونِ الجنس الشرجي نسخةً من الجماع ومصدرٌ كبير للمتعة كما ردوا على قضيّة المساواة بالقولِ إنّ هناك بعض المثليين الذين يُحبون الهيمنة والسيطرة خلال العمليّة الجنسية في حينِ هناك آخرون يفضّلون أن يكونوا خاضغين.

## الانتشار
حسبَ مسحٍ تمّ في عام 2011 قامت بهِ مجلّة الطب النفسي حولَ المثليين؛ وُجدَ أنه من بين أكثر من 1300 تركيبة مختلفة من الأفعال الجنسية؛ هناك ممارسات أكثر شيوعًا من الباقي وقد تمّ حصرها في:
- تقبيل الشريك على مُستوى الفم
- الاستمناء في حضورِ الشريك
- الاستمناء المتبادل
- ملامسة الأعضاء التناسلية للشريك
- تقبيل الأعضاء التناسليّة للشريك
- التدلاك

## عندَ الحيوانات
لوحظَت هذهِ الممارسة – فرك الأعضاء التناسلية معَ أعضاء شريكٍ آخر – بين الذكور في عددٍ منَ الحيوانات الأخرى بما في ذلك البونوبو الذي يتقاربُ جينيًا معَ البشر. تحصلُ هذهِ الممارسة عادةً حينما يتدلى الشريكين من الشجرة فيقوما بحكّ قضيبي بعضهما البعض كما تتمّ الممارسة في مواقف أخرى على غِرار ممارسة الجنس بالوضعِ التبشيري. من جانب آخر؛ تقوم حيوانات البونوبو بالوقوفِ بشكلٍ مائل نوعًا ما ثمّ تقوم بحكّ منطقة الشرج مع شريكٍ آخر. لوحظَ أيضًا فرك الأعضاء التناسلية بين ذكور غير الرئيسيات في خروف البحر الذي يفركُ عضوه التناسلي معَ عضو شريكه حينما ينخرطُ في ممارسة جنسيّة مُعيّنة.